# José da Costa e Silva
José da Costa e Silva (Vila de Povos, Vila Franca de Xira, 25 de julho de 1747 — Rio de Janeiro, Brasil, 21 de março de 1819) foi um arquiteto português que trabalhou em seu país e no Brasil.

## Formação
Nasceu em Vila de Povos, município de Vila Franca de Xira, em 1747. Por ordem de D. José I, aos 21 foi à Itália estudar na Academia Clementina de Bolonha. Acompanhou-o na viagem João Ângelo Brunelli, cientista bolonhês com quem Costa e Silva havia iniciado sua formação.
Em Bolonha estudou primeiro com Petronio Francelli e depois com Carlos Bianconi, adquirindo conhecimentos de arquitectura, geometria, perspectiva, aritmética, mecânica e hidrostática. Obteve vários prêmios e distinções na Academia, e em 1775 foi nomeado Académico de Honra. Viajou por várias cidades italianas: Génova, Veneza, Florença, Roma, e visitou as ruínas de Pompeia e Herculano. Em Vicenza conheceu as obras de Andrea Palladio e, na Campânia, visitou o Palácio Real de Caserta, de Luigi Vanvitelli. Antes de regressar a Portugal, apresentou um projeto à Academia de São Lucas de Roma e, por isso, foi reconhecido como Sócio de Mérito da escola. Ainda em Itália foi convidado a ser professor da Universidade de Coimbra, mas declinou o convite.

## Em Portugal

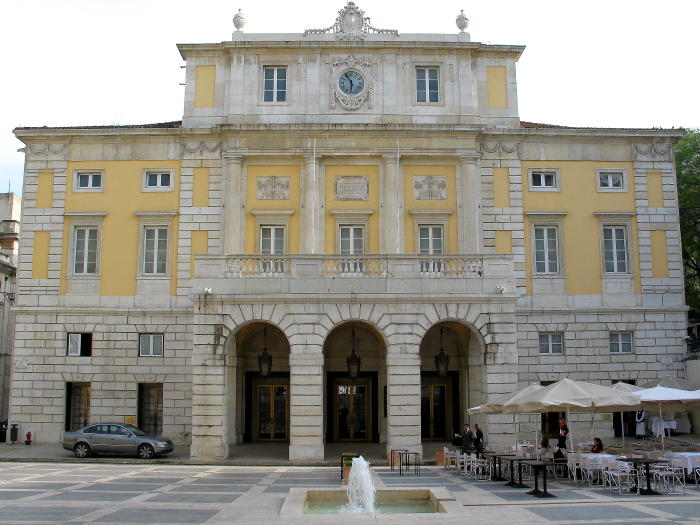
Teatro Nacional de São Carlos em Lisboa (1792)

De volta a Portugal em 1780, no ano seguinte tornou-se professor de arquitectura civil da Real Academia de Desenho, em Lisboa. Foi encarregado pelo Ministro da Fazenda em 1789 de projetar o edifício do Erário Régio, mas a construção não passou das fundações. Em 1792, um grupo de capitalistas da capital o contratou para projetar um teatro de ópera que substituísse o que havia sido destruído pelo Terramoto de 1755. Em sete meses foi construído o Teatro de São Carlos, que revela influências estilísticas do Teatro La Scala de Milão e, no interior, do Teatro San Carlo de Nápoles.
Também em 1792, a infanta D. Maria Francisca Benedita encarregou-lhe o projeto para o Asilo de Inválidos Militares de Runa, em Torres Vedras, um palácio que deveria servir tanto como asilo como residência para a princesa.
Outra obra importante em que esteve envolvido Costa e Silva foi a construção do Palácio Real da Ajuda. O palácio lisboeta foi começado em 1795 pelo arquitecto régio Manuel Caetano de Sousa, mas em 1802 os planos foram alterados por Costa e Silva e pelo italiano Francisco Xavier Fabri. Costa e Silva supervisou o projeto até 1812, quando foi ao Brasil, deixando Fabri sozinho à frente da empreitada.

## No Brasil
Devido às Invasões Napoleônicas, a Família Real portuguesa mudou-se ao Rio de Janeiro em 1808. Costa e Silva, que era Arquitecto das Obras Reais, permaneceu em Portugal, onde a atividade construtiva era à época muito escassa. Em 1811, o Príncipe Regente D. João pediu que Costa e Silva viesse ao Brasil, apesar da idade avançada do arquitecto, que tinha quase 65 anos. Ao chegar ao Rio, onde foi calorosamente recebido por D. João, Costa e Silva foi nomeado Arquitecto Geral de Todas as Obras Reais.
No Brasil, Costa e Silva participou de obras de adaptação de edifícios preexistentes e obras urbanísticas, pois a Corte geralmente não realizou obras de maior vulto. Sabe-se, porém, que ele preparou um projeto para a fachada do Paço de São Cristóvão, na Quinta da Boa Vista, mas se desconhece se esse projeto foi aproveitado na construção neoclássica do palácio. Para a historiadora Regina Anacleto, há uma semelhança entre a fachada deste palácio e o do Palácio Real da Ajuda, o que poderia indicar que o projeto foi utilizado. Outra obra possivelmente desenhada por Costa e Silva é o antigo Teatro de São João, no Rio de Janeiro, que mostra grande similitude com o seu congênere lisboeta que havia sido projetada pelo arquitecto em 1792.